# Trenton (Nebraska)
Trenton ist ein Village im US-amerikanischen Bundesstaat Nebraska und Sitz der Verwaltung des Countys (County Seat). Zur Volkszählung im April 2010 hatte Trenton 560 Einwohner. Durch den Ort verlaufen der U.S. Highway 34 und der Nebraska Highway 25.

## Geschichte
Die Ursprünge von Trenton liegen etwas westlich des heutigen Ortskerns. Die ersten Gebäude wurden entlang des Great Western Cattle Trail am Ende der 1860er Jahre errichtet. In der Nähe verübten am 5. August 1873 Sioux-Indianer an einer Gruppe von Pawnee-Indianern ein Massaker, woran das am 26. September 1930 errichtete Massacre Canyon Monument erinnert. Die Siedlung erhielt zunächst den Namen „Trail City“. Im Jahr 1882 erbaute die Bahngesellschaft Chicago, Burlington and Quincy Railroad ein erstes Eisenbahndepot in Trail City. Da dieser Standort aufgrund des etwas hügeligen Geländes nicht ideal erschien, verlegte die Eisenbahngesellschaft das Depot 1885 in die heutige Ortsmitte und beschloss, die Siedlung um das neue Depot zu verlagern und auszubauen. Der Ort wurde in „Trenton“ umbenannt, der Name in Anlehnung an Trenton (New Jersey) gewählt. Im Oktober 1885 zählte der Ort 20 Einwohner. In den folgenden Jahren wurde die Stadt stetig erweitert, die Infrastruktur ausgebaut, Kirchen und Geschäfte errichtet. Als Trenton 1887 in das Hitchcock County eingegliedert wurde, hatte es bereits 239 Einwohner.
Ab 1891 gab es Bestrebungen, den Verwaltungssitz von Hitchcock County von Culbertson nach Trenton und damit in die Mitte des Countys zu verlegen. Bis Ende Oktober 1893 wurden drei Wahlgänge abgehalten, bis die Entscheidung schließlich zu Gunsten Trentons ausfiel. Einer Legende zufolge sollen in der Nacht des 1. Oktobers 1893 einige Einwohner Trentons mit Holzkarren nach Culbertson gefahren sein, um die Akten und Verwaltungsunterlagen des Countys im Auftrag des Bezirksrichters Uelty nach Trenton zu holen, um dem Ausgang der Wahl zuvor zu kommen; dafür liegen jedoch keine historisch gesicherten Aufzeichnungen vor. Im Jahr 1894 wurde Trenton offiziell zum County Seat ernannt. Die Verlegung des Verwaltungssitzes führte zu lange währenden Verstimmungen zwischen den beiden Ortschaften.
Im Jahr 1906 wurde das erste Gerichtsgebäude in Trenton erbaut. Das Gebäude wurde bis 1969 als Gericht genutzt und ist heute Teil des Hitchcock County Museums.
Im Mai und Juni des Jahres 1935 kam es zu schweren Flutschäden in Trenton, als der südlich des Ortes verlaufende Republican River über seine Ufer trat. Mehrere Einwohner des Ortes kamen ums Leben, außerdem kam es zu schweren Zerstörungen an Gebäuden, Straßen, Brücken sowie der Eisenbahnlinie.
Im Zuge der Erbauung des Trenton-Damms im Republican River zwischen 1949 und 1953 wurde die ursprüngliche Eisenbahnstrecke geschlossen und in den Norden Trentons verlegt. Während des Dammbaus erreichte der Ort seine höchste Einwohnerzahl mit 1300 Menschen im Jahr 1950.
Nordwestlich des Ortsgebiets unterhielt die Gemeinde einen kleinen Flugplatz. Im Jahr 2015 wurde der Trenton Municipal Airport aus Rentabilitätsgründen geschlossen.

## Öffentliche Einrichtungen
In Trenton gibt es eine Junior High School und eine High School. Die öffentliche Bibliothek des Ortes umfasst einen Bestand von über 10.000 Büchern, Filmen und Spielen.
Die Hitchcock County Historical Society betreibt das Hitchcock County Museum in Trenton. In einem Komplex aus fünf Gebäuden wird die Geschichte des Countys dargestellt. Die zum Museum gehörende Weyl Service Station, eine 1921 erbaute ehemalige Tankstelle, wurde 2002 in das National Register of Historic Places aufgenommen.

## Swanson Reservoir State Recreation Area
Südwestlich von Trenton befindet sich das Erholungsgebiet Swanson Reservoir State Recreation Area. Der namensgebende Swanson Lake entstand in den Jahren 1949 bis 1953 durch den Bau des Trenton-Damms, der den Republican River anstaut. Der Bau des Damms war ein Projekt des Bureau of Reclamation. Der See wird zum Angeln und als Badesee genutzt, in der Umgebung gibt es Campingmöglichkeiten sowie mehrere Jagdgebiete.

## Persönlichkeiten
- Tom Baker (* 1948), Abgeordneter (state legislator) der Nebraska Legislature[8]